# Ad Schouten (kunstenaar)
Adriaan Schouten (Rotterdam, 18 december 1946 - aldaar, 19 juli 2017) is een Nederlands beeldend kunstenaar, actief als schilder, conceptueel kunstenaar, fotograaf, graficus, en tekenaar.

## Levensloop
Schouten is geboren en getogen in een communistisch gezin in Rotterdam-Zuid, en studeerde aan de Academie voor Beeldende Kunsten te Rotterdam. Hij studeerde hier in 1968 cum laude af in de schilderkunst, en ontving dat jaar de aanmoedigingsprijs voor afgestudeerden, de Drempelprijs. Later studeerde hij nog enige tijd kunst en cultuurwetenschappen aan de Erasmus Universiteit Rotterdam.
Na zijn afstuderen vestigde Schouten zich als beeldend kunstenaar in Rotterdam. Samen met vier studiegenoten van de Academie, Wim de Boek, Jan van Bree, Hans van Gestel, en Hans Verschoor, vormde hij de kunstenaarsgroep Unid, afkorting van United Design.
Het collectief UNID richtte zich op idee-ontwikkeling en kunstprojecten in Rotterdam. Zo maakte een schetsontwerp voor een kunstwerk voor Feyenoord Stadion in 1962, waarna de opdracht uiteindelijk naar Cor Kraat ging. Daarnaast presenteerde ze zich tot op een Jeugdbiënnale in Parijs. In 1970 kwamen ze met een ontwerp van Maasboulevard in Rotterdam, en met name voor het pleintje rond in 1965 geplaatste oorlogsmonument De Boeg.
In de jaren 1970 keerde Schouten terug naar de schilderkunst. In 1983 verzorgde hij nog wel een performance in het Perfo Tijd festival in het Lantaren/Venster, waarin hij reflecteert op traditionele schilderkunst. Later schilderde hij in enkele jaren een hele serie zelfportretten.

## Werk
Een van de werken van Schouten in de publieke ruimte is de muurschildering "Onomkeerbaar" op de hoek van de Bloemfonteinstraat en Hillelaan. Op die plek heeft hij zelf tot zijn 12e levensjaar gewoond; een plek uitkijkend over de Rijnhaven en Maashaven.Op het schildering heeft hij zichzelf afgebeeld uitkijkend in die richting.
Een ander sculptuur, getiteld Toekomst, staat in de Rotterdamse wijk Slinge op een rotonde tegenover het crematorium. Het sculptuur is gemaakt van trapleuningen van een in de buurt gesloopte flat. Hierbij wilde hij tot uitdrukking brengen, dat met de stedenbouwkundige vernieuwing van de wijk het oude kan worden gereconstrueerd tot iets nieuws.

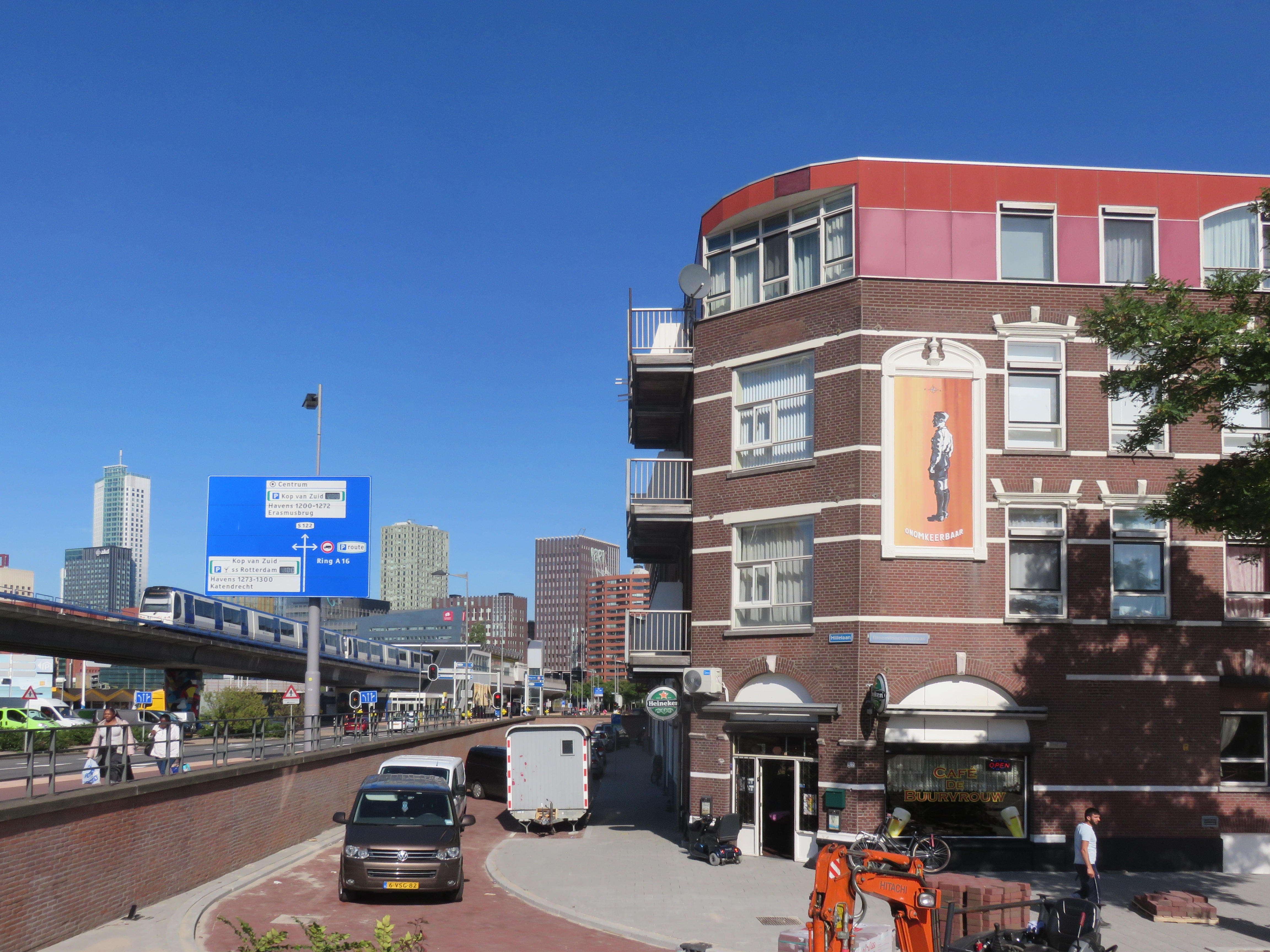
Locatie van Onomkeerbaar uit 1994.
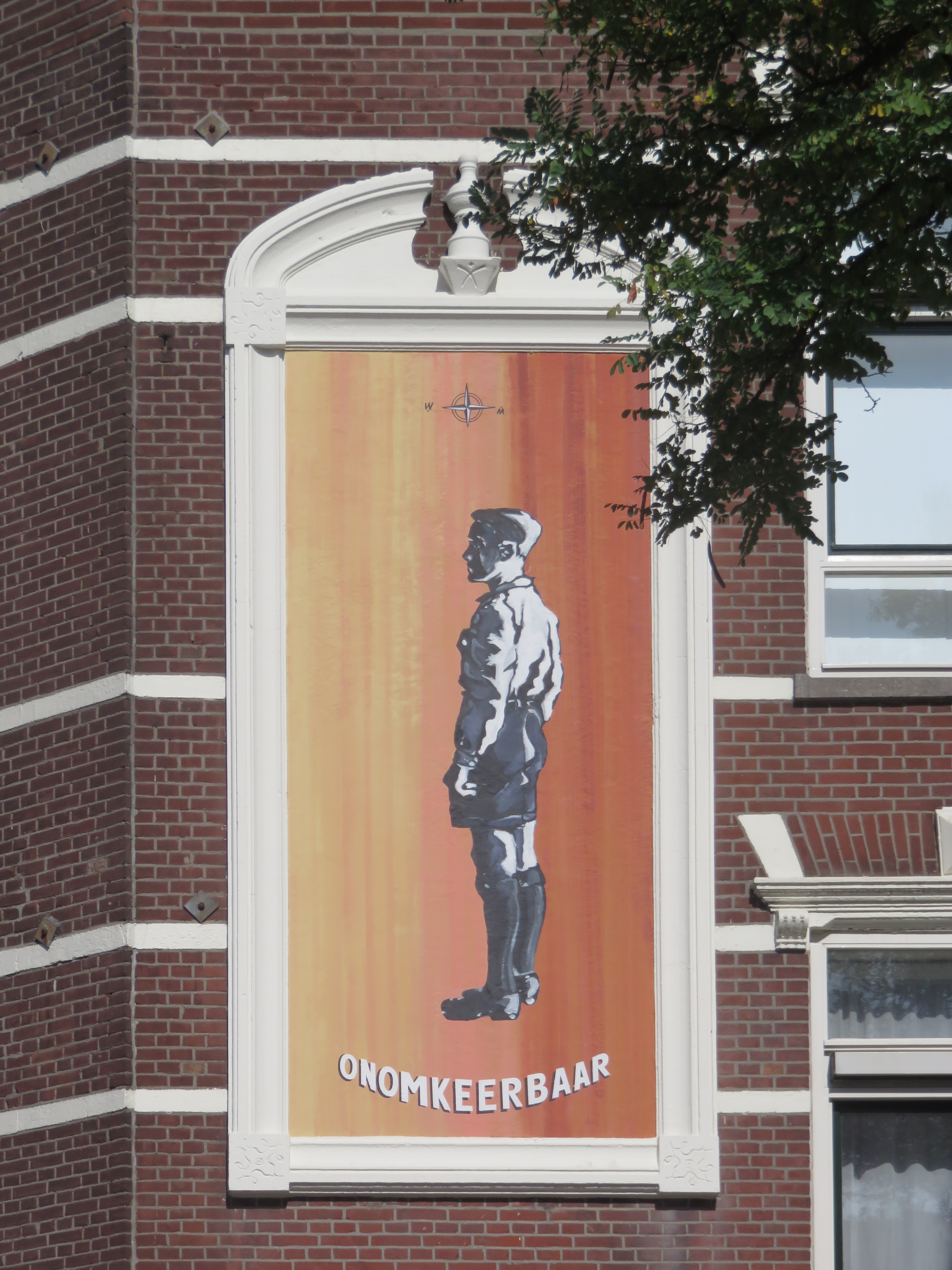
Muurschildering Onomkeerbaar uit 1994.
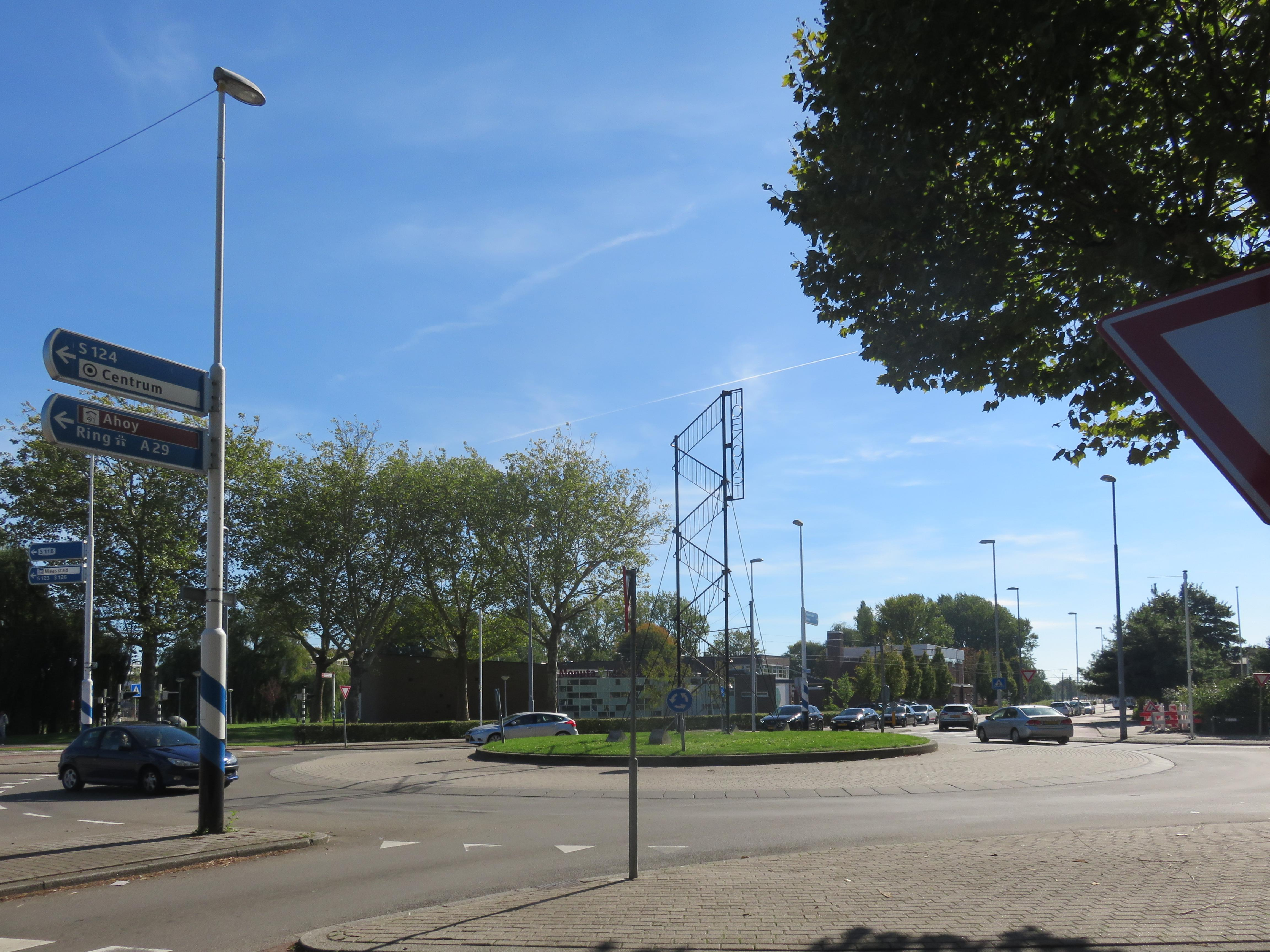
Locatie Toekomst uit 2011.
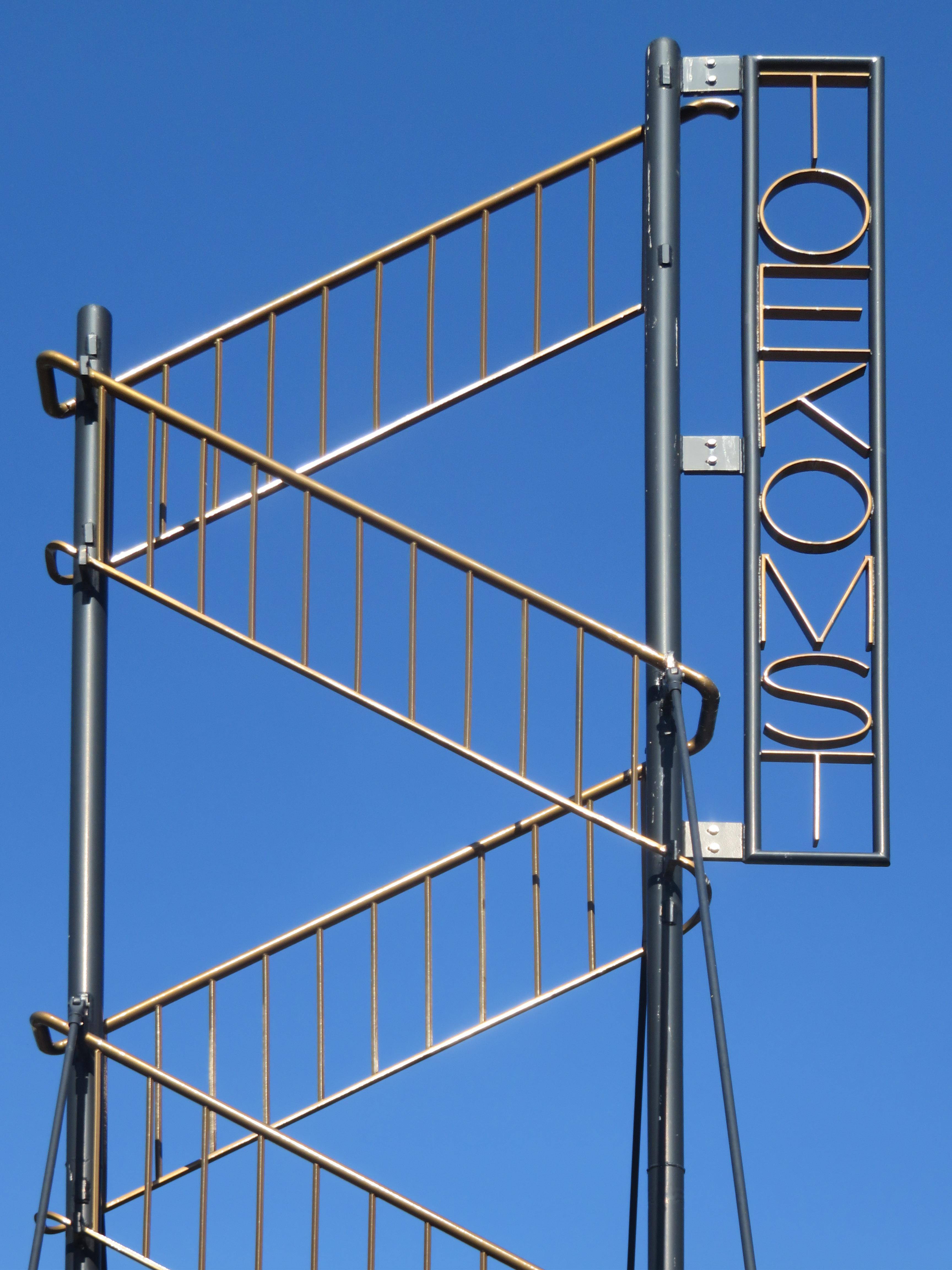
Deel van Toekomst uit 2011.

## Exposities, een selectie
- 1970. Jeugdbiënnale in Parijs. Deelname met kunstenaarsgroep UNID.
- 1980. Schilderijen van Ad Schouten, Galerie Nieuw Rotterdams Peil (N.R.P.)[9][10]
- 1983. Perfotijd. Lantaarn/Venster Rotterdam.[11]
- 2017. Ik wil geen gezeik achteraf, Galerie Frank Taal, Rotterdam.[1][12]